# Sayonara (película)
Sayonara es una película de 1957 dirigida por Joshua Logan a partir de la novela homónima del escritor estadounidense James A. Michener. La película ganó cuatro Premios de la Academia de las diez candidaturas con las que contaba.

## Sinopsis
Lloyd Gruver (Marlon Brando) es un oficial de la fuerza aérea estadounidense estacionado en Japón durante la guerra de Corea. Como otros muchos soldados estadounidenses se enamora de una japonesa con la que desea casarse. Sin embargo, el ejército pone todos los impedimentos posibles para evitar este matrimonio.

## Curiosidad
El año anterior, Brando había protagonizado otra película sobre las relaciones entre los japoneses y los militares estadounidenses, La casa de té de la luna de agosto, pero esa vez había interpretado el papel de un japonés.
- Datos: Q614864
- Multimedia: Sayonara / Q614864